# Перша індокитайська війна
Пе́рша індокита́йська війна́ (загально відома як Індокитайська війна (фр. Guerre d'Indochine; в'єт. Chiến tranh Đông Dương) у Франції, і як Антифранцузька війна Опору у В'єтнамі, а також на міжнародному рівні як Французько-індокитайська війна) — війна яка велася між Францією та В'єтмінь (Демократична Республіка В'єтнам) та їхніми союзниками з 19 грудня 1946 по 21 липня 1954. Закінчилася розділенням В'єтнаму на дві незалежні держави: Демократична Республіка В'єтнам (столиця — Ханой) і Республіка В'єтнам (столиця — Сайгон) й переросла у Другу індокитайську війну.

## Передумови
Перші організовані антифранцузькі виступи, під проводом В'єтнамської націоналістичної партії, сталися ще в 1930-х. Опісля того як Франція відкинула вимоги ВНП, зорганізованої з радикально налаштованих місцевих офіцерів та інтелегенції, вони перейшли до терору супроти урядовців колоніальної адміністрації та колабораціоністів. Їх методи надалі послугували основою в'єтнамської школи міського терору.
Під час Другої світової війни в травні-червні 1940 французька армія зазнала нищівної поразки від німецького Вермахту, Франція була розгромлена. Для французької колонії це означало, що вона входить до складу земель підконтрольних маріонетковому уряду Віші, союзному країнам антикомінтернівської коаліції. У свою чергу це призвело до фактичної здачі французьким колабораціоністським урядом і військами території колонії в ході її окупації японськими військами у вересні 1940.
Французька адміністрація домовилася з Японією про те, що японці отримують доступ до стратегічних ресурсів В'єтнаму при збереженні колоніального адміністративного апарату Франції. Де-юре режим Віші продовжував здійснювати правління колонією, де-факто уся влада в Індокитаї належала японським окупаційним військам.
Окупувавши Індокитай, Японія спочатку обережно, прагнучи уникати конфліктів із французькою адміністрацією, а з 1942 року відверто й агресивно розгорнула пропаганду паназійських ідей серед місцевого населення, залучаючи на свій бік різні націоналістичні групи й організації, які розраховували за допомогою Японії домогтися успіхів в антиколоніальній боротьбі за незалежність В'єтнаму. На цій соціальній базі за допомогою японців були створені Націонал-соціалістська партія Великого В'єта, Партія народного правління Великого В'єта тощо. У 1942—1943 роках за активної підтримки Японії активізували свою діяльність політико-релігійні рухи «Као Дай» і «Хоа Хао». Окупаційне командування проводило лінію на об'єднання усіх прояпонськи налаштованих угруповань і окремих правлячих діячів В'єтнаму (Чан Чонг Кім, Нго Дінь З'єм і ін.) з метою здійснення антифранцузького перевороту й створення свого маріонеткового уряду.
У той же час на території Китаю була створена Ліга боротьби за незалежність В'єтнаму (В'єтмінь) — військово-політична організація, що об'єднала спочатку усіх противників французької колоніальної адміністрації. Надалі основну роль у ній грали прихильники комуністичних поглядів, очолювані Хо Ші Міном, який здійснював політичне керівництво, а воєнним лідером та головнокомандувачем партизанських сил націоналістів став Во Нгуен Зіап.
З висадкою союзних військ у Франції й відступом німецьких військ з території метрополії правляча вішістська верхівка почала вести таємні переговори із представниками Франції, що бореться, за умови післявоєнного миру. Побоюючись такого розвитку подій, 9 березня 1945 японська армія силою зброї встановила повний контроль над французькими володіннями (це було також пов'язане з різким погіршенням для Японії стратегічної обстановки на Тихоокеанському театрі воєнних дій після поразки в битві у Філіппінському морі), проголосивши про створення маріонеткового уряду — В'єтнамської імперії під правлінням імператора Бао Дай.
24 березня 1945 французький уряд через міністра колоній оприлюднив плани щодо майбутнього своїх володінь в Індокитаї. Французи планували створення Індокитайської Федерації у складі В'єтнаму, Камбоджі й Лаосу. Федерація, як і решта французьких колоніальних володінь, мала утворити разом із метрополією Французький Союз. Натомість В'єтмінь наполягав на втраті Францією прав на Індокитай внаслідок співробітництва французької колоніальної адміністрації з японцями в роки Другої світової війни та згідно з фактом проголошення незалежності В'єтнаму 9 березня 1945.
Жорстока експлуатація японцями місцевого населення, поганий врожай протягом 1944—1945 у північній частині В'єтнаму, який погіршувався поганими погодними умовами призвели до великого голоду. При загальної чисельності населення 10 мільйонів близько 1 мільйона чоловік померло від голоду. Використовуючи ситуацію, що склалася й неспроможність французької влади вирішити проблеми із продовольством В'єтмінь у березні 1945 закликав місцеве населення до збройного повстання й захоплення колоніальних складських приміщень із рисом. Від 75 до 100 складів були розгромлені в'єтнамцями. Цей бунт проти голоду й правлячих сил, почасти винних у його наслідках надалі послужили росту популярності В'єтміня серед простих людей, багато в'єтнамців приєдналося до цього руху.
У серпні 1945 Японія капітулювала. В'єтмінь скористався тимчасовим безвладдям, щоб за допомогою вже сформованих озброєних загонів на чолі з Во Нгуен Зіапом захопили Ханой і інші ключові міста країни. Поступово В'єтміню вдалося встановити повний контроль над більшою частиною району тропічних джунглів у Північному В'єтнамі.
Після проголошення незалежності Франція, при суттєвій підтримці з боку Великої Британії, негайно приступила до відновлення своєї колоніальної присутності в цьому регіоні. Результатом стало виникнення конфлікту, найбільш затяжного з усіх, що виникли після Другої світової війни.

## Початок конфлікту
2 вересня 1945 року в Ханої у присутності півмільйонної юрби політичний лідер В'єтміня Хо Ші Мін проголосив створення незалежної Демократичної Республіки В'єтнам (ДРВ). Свою промову він розпочав, перефразовуючи Декларацію Незалежності Сполучених Штатів: 
Усі люди народжені вільними. Кожного з нас Творець наділив непорушними правами: правом на життя, правом свободи та правом на щастя.
Однак, головні переможці у Другій світовій війні (Велика Британія, США та СРСР) мали попередню домовленість про те, що усі колоніальні володіння Франції залишаються за нею. У зв'язку з тим, що після завершення війни французи не мали ані кораблів, ані зброї та солдатів для перекидання їх до В'єтнаму, було вирішено, що південну частину країни тимчасово окупуватимуть британські війська, у тої час, як північну частину займуть війська китайського Гоміньдану. Після висадки своїх військ британці озброїли не лише французьких військових, які були інтерновані на території В'єтнаму, а й японські частини, які знаходилися після завершення бойових дій у країні.
Позиція ДРВ полягала в необхідності визнання В'єтнаму єдиною, суверенною та незалежною державою, яка погоджувалась поважати особливі інтереси Парижа в Індокитаї. Франція наполягала на збереженні історичного поділу В'єтнаму на три частини (Тонкін, Аннам, Кохінхіна), що мали стати окремими частинами Індокитайської Федерації.
За підсумками переговорів 6 березня 1946 було підписано Угоду про незалежність В'єтнаму, згідно з якою Франція визнавала Республіку В'єтнам «вільною державою», представники ДРВ погоджувались на входження до федерації та заміну китайських військ у Північному В'єтнамі, введених за рішенням Потсдамської (Берлінської) конференції 1945, на французькі. Воєнні дії припинялися. Питання об'єднання В'єтнаму мало вирішуватись шляхом референдуму. Аналогічні угоди було підписано з Лаосом (27 серпня 1946) та Камбоджею (7 січня 1946).

## Розгортання конфлікту

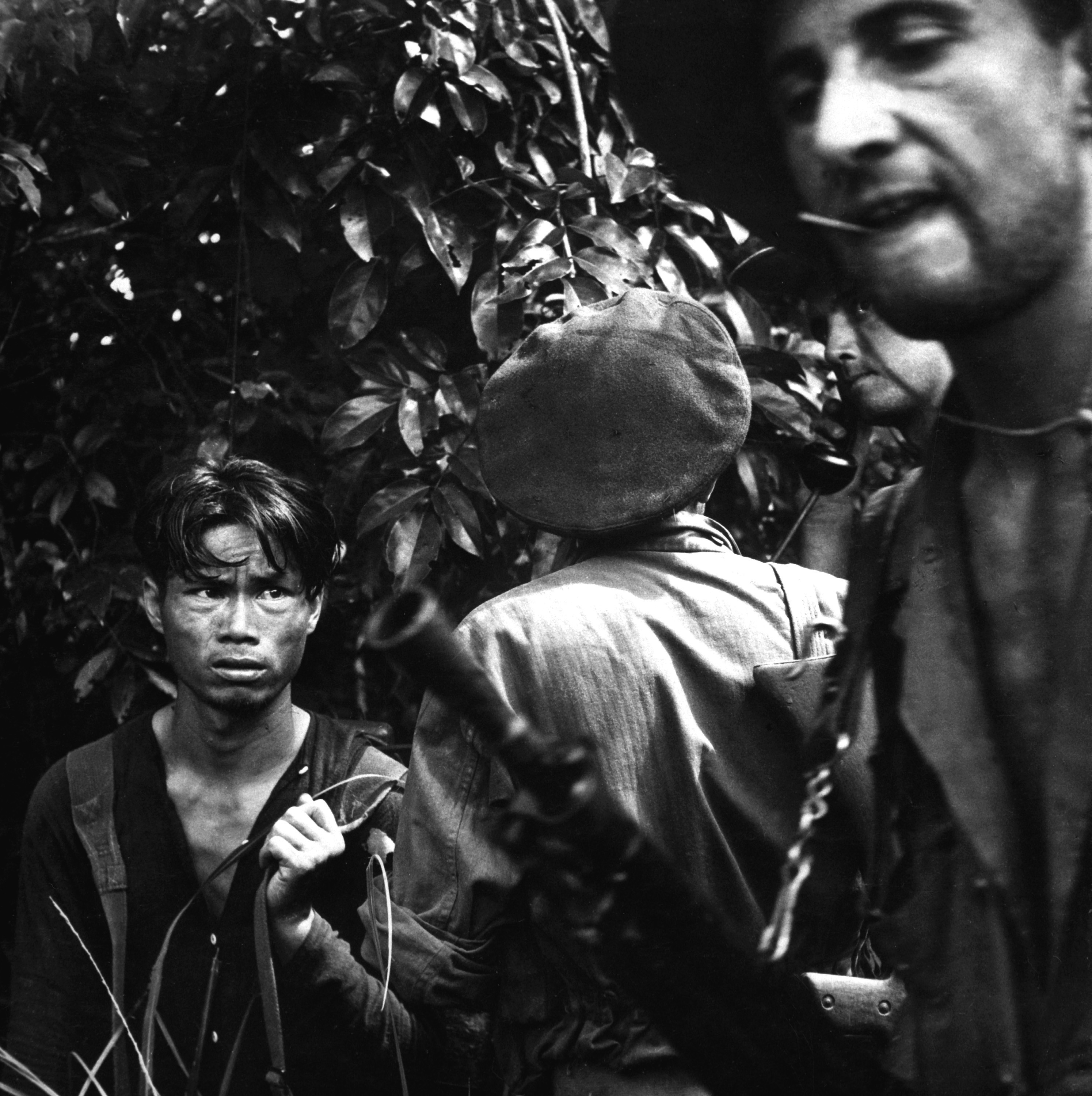
Французький іноземний легіон захопив у полон солдата В'єтміня

Але, проголосивши 1 червня 1946 року створення Автономної республіки Кохінхіни та автономій національних меншин В'єтнаму, Франція в односторонньому порядку пішла на порушення угоди, що суттєво ускладнило подальші переговори між представниками ДРВ та Франції про статус В'єтнаму в складі федерації (розпочались у Фонтенбло в червні 1946 року). 14 вересня 1946 року перемир'я було продовжене, переговори з питання Кохінхіни, що лишилось відкритим, було вирішено продовжити в січні 1947 року.
19 грудня 1946 року в ході спроб французьких військ у Ханої роззброїти Визвольну Армію В'єтнаму бойові дії між ними було поновлено. У січні — лютому 1947 року після декількох тижнів блокади французькі частини звільнили оточений гарнізон та відтіснили партизан В'єтміня від стародавньої столиці країни міста Хюе. Але після перших успіхів бойові дії зайшли у безвихідь.
Керівництво руху опору через слабість своїх сил у цей період (озброєнні загони самооборони, партизани та підрозділи В'єтнамської народної армії — ВНА — нараховували близько 10 000 чоловік проти 90-тисячного французького експедиційного корпусу) взяло курс на ведення затяжної партизанської війни. Це дозволило окупаційним військам до осені 1947 року захопити усі великі міста Демократичної Республіки В'єтнам.
Поступово війна розповсюдилася на решту колоніальних володінь Франції в Індокитаї: Лаос та Камбоджу, де комуністи при підтримці радянських та китайських фахівців допомогли організувати за зразком В'єтміня Патет Лао та Кхмер Серай відповідно.
Після 1949 року, коли китайські комуністи захопили владу у ході Громадянської війни в Китаї, В'єтмінь отримав суттєву підтримку з їх боку, особливо у постачанні зброї та боєприпасів, з якими він мав великі труднощі.
У січні 1950 р. комуністичні країни офіційно визнають Демократичну Республіку В'єтнам під владою В'єтміня.
Війська В'єтміня проходили посилену військову підготовку в Південному Китаї. З 1950 року, отримавши значну військову підтримку від Китайської Народної Республіки, сили В'єтміня почали проводити контрнаступи. З липня 1950 р. китайські військові радники почали таємно прибувати у В'єтнам для надання допомоги у розгортанні широкомасштабної партизанської війни у колишній колонії та поступовому перетворенні неорганізованих місцевих загонів у регулярні збройні сили В'єтнаму.
Добре навчені та озброєні партизанські загони В'єтміня, діючи або з території Китаю, або з непрохідних тропічних джунглів, які покривають плоскогір'я на півночі В'єтнаму, розпочали великий наступ проти французьких оборонних постів у Північному Тонкіні, які прикривали кордони з Китаєм. З іншого боку, американська допомога Франції збільшувалася по ходу зростання інтенсивності партизанської війни.
У свою чергу, протилежна сторона визнала антикомуністичну владу Південного В'єтнаму зі столицею в Сайгоні на чолі з колишнім імператором Бао Дай наступного місяця. Початок Корейської війни в червні 1950 року запевнив багатьох політиків Заходу, що війна в Індокитаї — це один з напрямків комуністичної експансії, вміло керованої Кремлем у Східній та Південно-Східній Азії.
9 жовтня 1950 року навколо Лангшона під Каобангом французькі військові зазнали першої серйозної поразки від нерегулярних загонів повстанців. Одночасно на фоні посилення активності комуністичних сил Патет Лао в Лаосі, примусили Францію 21 жовтня залишити свої позиції на більшій частині Північного В'єтнаму та відвести війська за межі заснованого по периметру дельти річки Ка укріпленого району на півночі країни.
У вересні США створюють Групу військових радників та помічників (англ. Military Assistance and Advisory Group (MAAG)), за допомогою якої намагаються створити збройні сили Південного В'єтнаму, які будуть здатні протистояти комуністичній експансії. В період з 1950 по 1954 рр. Сполученими Штатами надана дієва допомога на загальну суму 1 млрд. доларів; майже 80 % військових видатків Франції у веденні війни за рахунок цього було покрито. Крім усього іншого, американці забезпечили поставку французьким колоніальним військам 300 000 одиниць стрілецької зброї.
До 1954 року ситуація, що склалася, стала практично безнадійною для французьких сил; війна була украй непопулярна у Франції, і останнім ударом для колоніальних амбіцій країни в Індокитаї стала важка поразка в битві при Дьєнб'єнфу.
Французький Експедиційний корпус втратив під час війни у В'єтнамі більш ніж 140 000 осіб. Військові видатки з урахуванням американської допомоги становили за цей період більш 3 270 млрд. франків.

## Розв'язання конфлікту

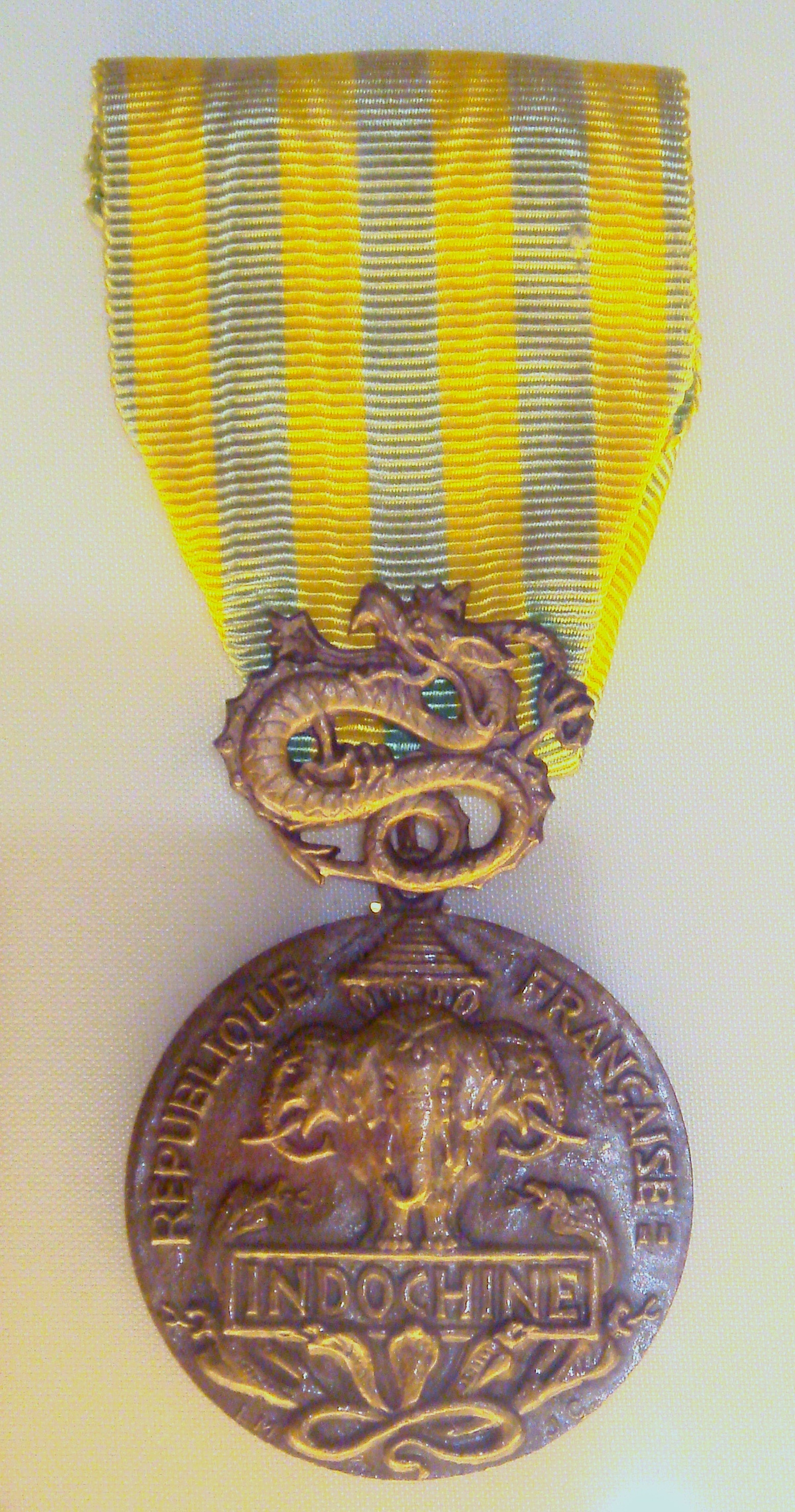
Французька медаль за участь у війні в Індокитаї. 1954

У рамках Берлінської наради міністрів закордонних справ СРСР, США, Великої Британії та Франції 1954 було прийнято рішення про скликання Женевської наради з питань мирного врегулювання в Індокитаї. У зв'язку з негативним ставленням світового співтовариства до дій Франції в Індокитаї у жовтні 1953 французький уряд погодився на переговори з ДРВ. 20 липня 1954 в рамках конференції було підписано Женевські угоди щодо Індокитаю, згідно з якими Франція визнавала незалежність В'єтнаму, Лаосу й Камбоджі.